# Janina Katz

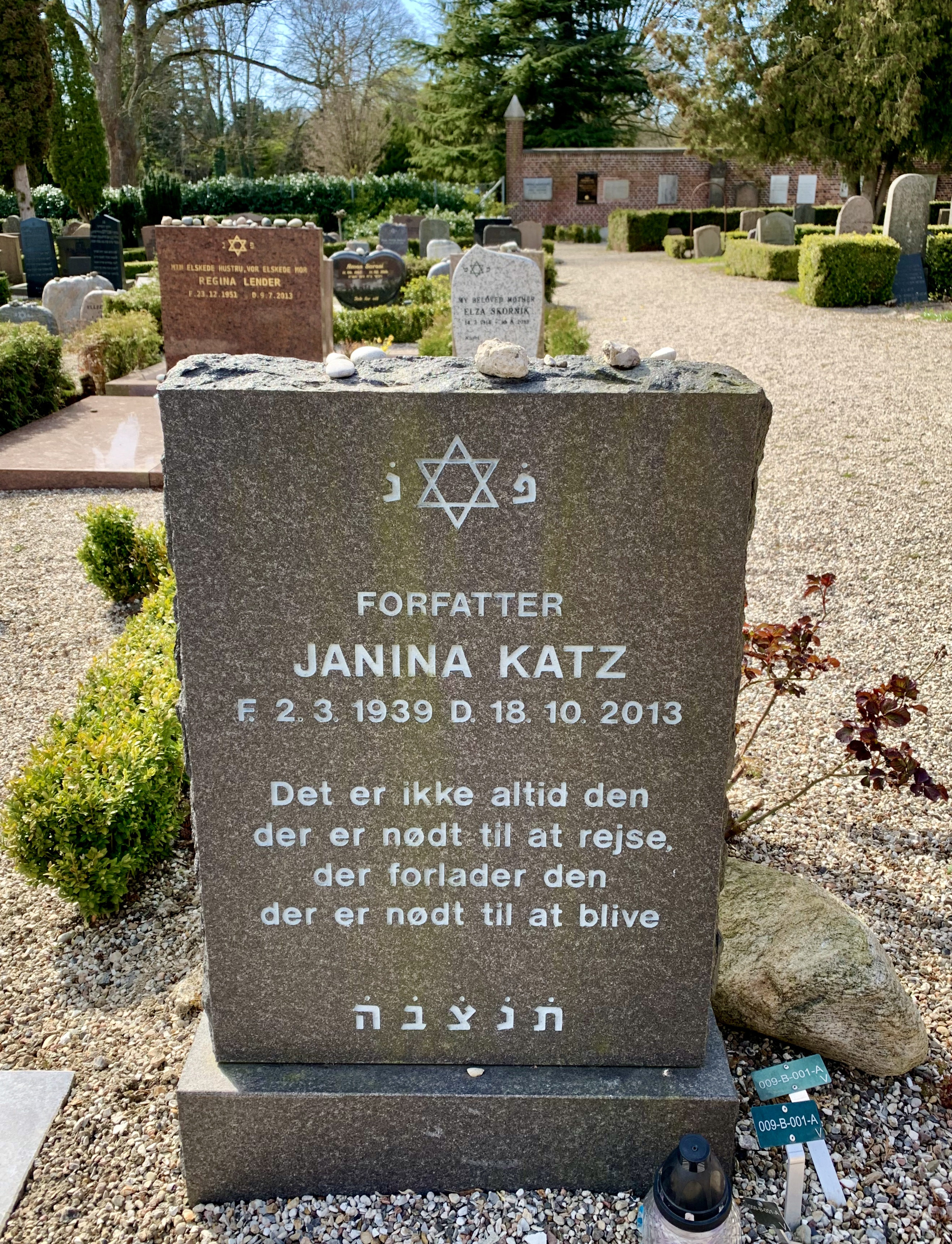
Grab von Janina Katz

Janina Katz (* 2. März 1939 in Krakau, Polen; † 18. Oktober 2013 in Kopenhagen, Dänemark) war eine dänische Schriftstellerin, Übersetzerin und Dichterin.

## Leben
Janina Katz wurde als Tochter polnischer Juden geboren, die aus Dobczyce stammten. Mit Ausbruch des Zweiten Weltkrieges wurde sie bei einer befreundeten katholischen Familie versteckt. Während des Krieges verlor sie fast ihre komplette Familie. Viele wurden im KZ Plaszow ermordet. Ihre Mutter überlebte den Krieg, und erst nachdem sich beide kennenlernten, entdeckte auch Katz für sich, dass sie eigentlich Jüdin ist. Nach ihrem Schulabschluss studierte sie Polnische Literatur und Soziologie an der Jagiellonen-Universität. Mit Ausbruch des Sechstagekrieges entwickelte sich in Polen eine antisemitische Stimmung, die dazu führte, dass Katz 1969 gemeinsam mit ihrer Mutter das Land verließ. Nach einem Jahr Aufenthalt in Deutschland zog sie nach Dänemark weiter. Sie fand Arbeit als Literaturkritikerin und Übersetzerin von polnischer Literatur ins Dänische. Außerdem arbeitete sie 13 Jahre lang in der Dänisch Königlichen Bibliothek.
Als Schriftstellerin debütierte sie 22 Jahre, nachdem sie ihr Heimatland verlassen hatte. Im Alter von 52 Jahren veröffentlichte sie den Gedichtband Min moders datter. Trotz polnischer Muttersprache schrieb sie fast ausschließlich Dänisch und wurde für mehrere Literaturpreise nominiert und ausgezeichnet. 1998 wurde sie mit dem Beatrice-Preis gewürdigt. Für ihre beiden Romane Drengen fra dengang und Længsel på bestilling wurde sie jeweils für den DR Romanpreis nominiert. Für ersteren erhielt sie außerdem eine mit 50.000 Dänischen Kronen dotierte Nominierung des Danske-Bank-Literaturpreis. Für ihre Gedichtsammlung Skrevet på polsk erhielt sie 2012 eine Nominierung für den Literaturpreis des Nordischen Rates.
Katz übersetzte vier Prosa- und Lyrikwerke von Zbigniew Herbert, vier Gedichtsammlungen von Ewa Lipska und zwei Gedichtsammlungen des Nobelpreisträgerin Wisława Szymborska ins Dänische. Außerdem übersetzte sie Werke von Czesław Miłosz, Tadeusz Różewicz, Sławomir Mrożek, Tadeusz Konwicki und Kazimierz Brandys.
Am 18. Oktober 2013 verstarb Katz nach kurzer Krankheit im Alter von 74 Jahren in Kopenhagen.

## Werke (Auswahl)
Gedichtsammlungen
- Min moders datter (1991)
- I mit drømmeland (1993)
- Scener fra det virkelige liv (1995)
- Varme steder (1999)
- Det syvende barn (2002)
- Landskabet det blev væk (2004)
- Min spaltede tunge (2006)
- Tilbage til æblerne (2010)
- Skrevet på polsk (2011)
- Endnu ikke allerede (2013)

Romane
- Mit liv som barbar (1993)
- Putska (1997)
- Fortællinger til Abram (2001)
- Drengen fra dengang (2005)
- Længsel på bestilling (2009)

Kurzgeschichten
- Heltens tykke kone og andre historie (1994)
- Den glade jødinde og andre historier (1998)

Kinderbuch
- Mit liv som syfiluter (2001)